# بوگدیناتس
بوگدیناتس (به صربی: Bogdinac) یک منطقهٔ مسکونی در صربستان است که در سوکوبانگا واقع شده‌است. بوگدیناتس ۲۰۱ نفر جمعیت دارد.